# Robert J. Richards
Robert John Richards (* 1942) ist ein US-amerikanischer Wissenschaftshistoriker. Er ist Professor an der University of Chicago und befasst sich mit Geschichte und Philosophie von Biologie (speziell Evolutionsforschung) und Psychologie.

## Leben
Richards studierte an der University of Nebraska mit dem Master-Abschluss in Biologischer Psychologie und Wissenschaftsgeschichte an der University of Chicago, an der er in diesem Fach promoviert wurde. Außerdem wurde er in Philosophie an der St. Louis University promoviert. Er ist seit 1981 Assistant Professor, seit 1984 Associate Professor und seit 1991 Professor an der University of Chicago und seit 1992 Direktor des Fishbein Center for the History of Science. 2004 wurde er Morris Fishbein Professor für Wissenschaftsgeschichte und Medizingeschichte in Chicago und 2011 Distinguished Service Professor der Universität. 1983 war er Gastprofessor und 1989 Fidia Lecturer an der Harvard University.
Richards schrieb ein Buch über den Einfluss der Romantik auf die Wissenschaft Anfang des 19. Jahrhunderts und von Charles Darwin auf das deutsche Geistesleben (speziell bei Ernst Haeckel und bis zu den Nationalsozialisten). Zurzeit befasst er sich mit einem philosophischen und wissenschaftsgeschichtlichen Kommentar zu Darwins Origin of Species.
2011 erhielt er die George-Sarton-Medaille. 2004/5 war er Guggenheim Fellow. Er ist korrespondierendes Mitglied der Akademie der Wissenschaften zu Göttingen (2010).

## Schriften (Auswahl)
- Darwin and the emergence of evolutionary theories of mind and behavior. University of Chicago Press, Chicago 1987. (erhielt den Pfizer Award 1988)
- The Meaning of Evolution. The Morphological Construction and Ideological Reconstruction of Darwin’s Theory. University of Chicago Press, Chicago 1992.
- The Romantic Conception of Life. Science and Philosophy in the Age of Goethe. University of Chicago Press, Chicago 2002.
- The Linguistic Creation of Man: Charles Darwin, August Schleicher, Ernst Haeckel, and the Missing Link in Nineteenth-Century Evolutionary Theory. In: Matthias Dörries (Hrsg.): Experimenting in tongues. Studies in Science and Language. Stanford University Press 2002, S. 21–48 und 168–175. (PDF)
- Herausgeber mit Abigail Lustig, Michael Ruse: Darwinian Heresies, Cambridge University Press 2004
  - Darin von Richards: If this be heresy. Haeckel’s conversion to Darwinism, S. 101–130.
- Herausgeber mit Michael Ruse: Cambridge Companion to the Origin of Species, Cambridge University Press 2008.
  - Darin von Richards: Darwinʼs theory of natural selection and its moral purpose, S. 47–66.
- Myth 19: That Darwin and Haeckel were Complicit in Nazi Biology. In: Ronald L. Numbers (Hrsg.): Galileo Goes to Jail and Other Myths about Science and Religion. Harvard University Press, Cambridge 2009, S. 170–177 und 270f. (Inhaltsverzeichnis) (PDF)
- The Tragic Sense of Life. Ernst Haeckel and the struggle over evolutionary thought. University of Chicago Press, Chicago 2008. ISBN 978-0-226-71214-7. (Inhaltsverzeichnis, Vorwort und Kapitel 1, Kapitel 10)
- Herausgeber mit Michael Ruse: The Cambridge Handbook of Evolutionary Ethics. Cambridge University Press 2017.  (Inhaltsverzeichnis)
  - Darin von Richards: Evolutionary ethics: a theory of moral realism, S. 143–157. (PDF)